# 奧斯卡電影博物館

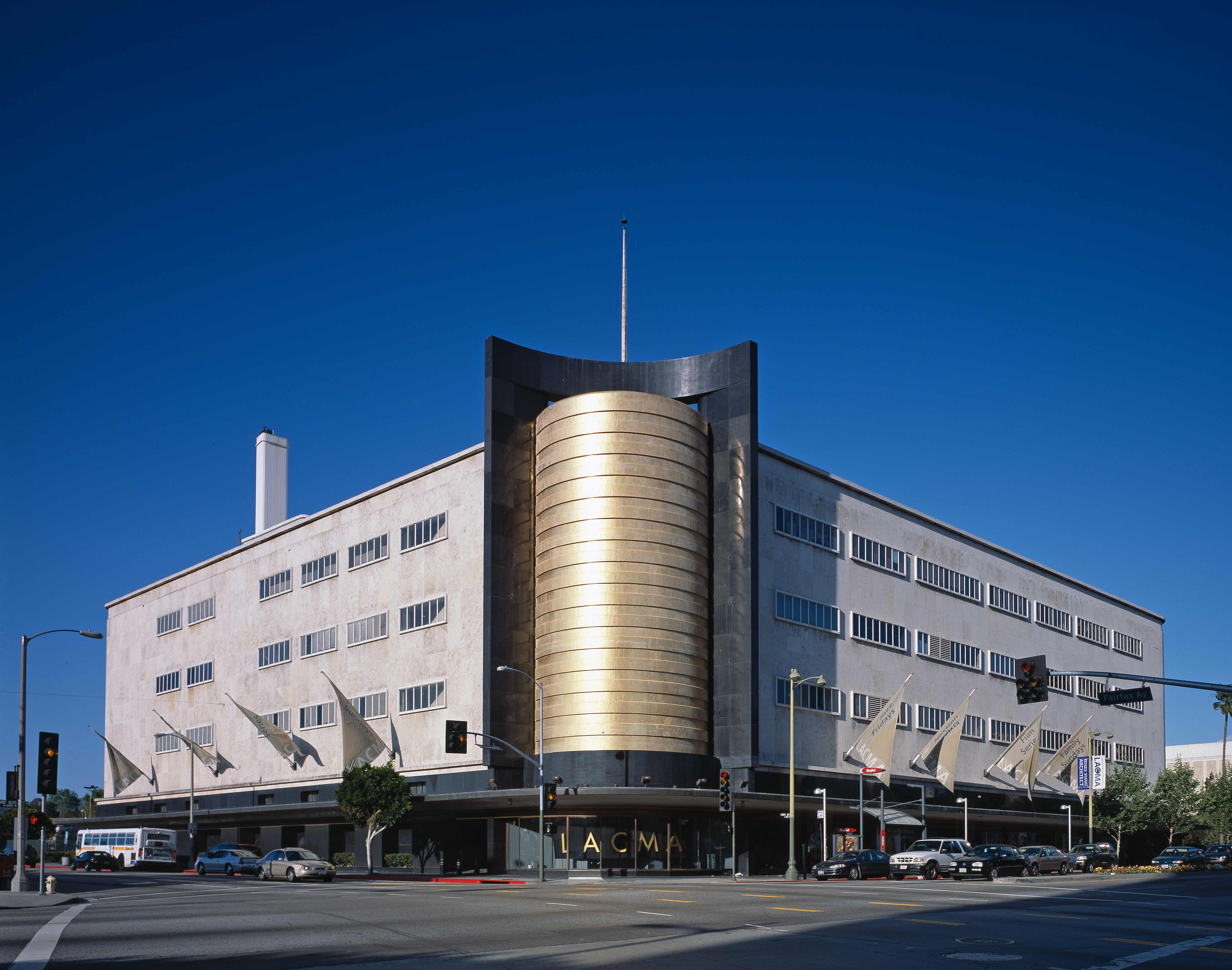
博物館坐落在1939年的摩登流線型May Company建築大樓內

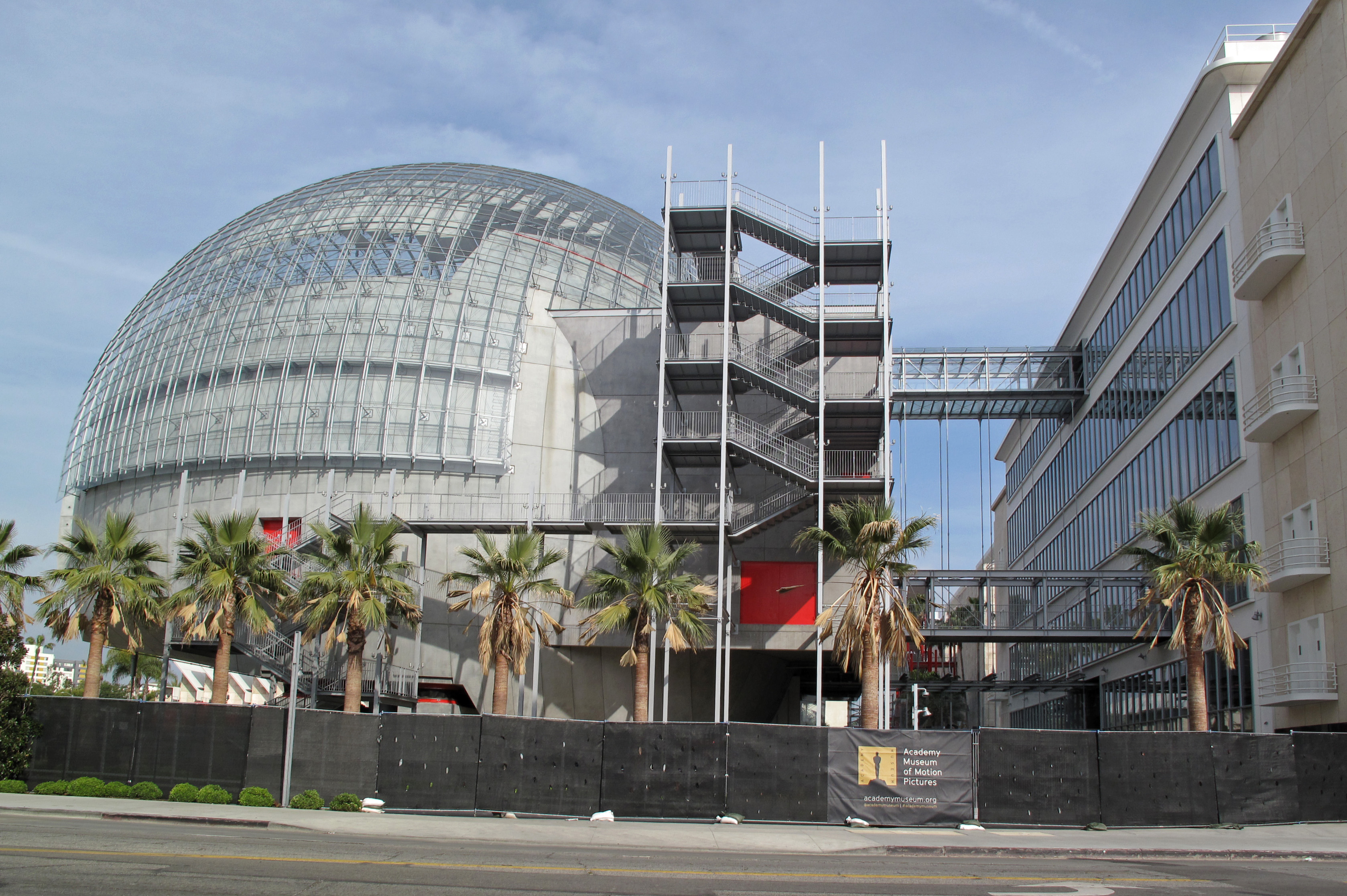
奧斯卡電影博物館球體建築

奧斯卡電影博物館（英語：Academy Museum of Motion Pictures），是加利福尼亞州洛杉磯的一座博物館，由電影藝術與科學學院（奧斯卡金像獎主辦方）建造，於2021年9月開放。 奧斯卡電影博物館將成為美國第一個專門用於展示藝術，科學，工藝，商業和電影史的大型博物館。定展和輪展將協助參觀者瞭解好萊塢電影業所作出的文化貢獻。
博物館將建在沿洛杉磯博物館大道，位於威爾希爾（Wilshire）和費爾法克斯（Fairfax）角落的May Company大樓內。這座占地300,000平方英尺的設施由普利茲獎獲獎建築師倫佐·皮亞諾（Renzo Piano）、倫佐皮亞諾建築工作室（Renzo Piano Building Workshop）以及金斯勒（Gensler）共同設計的。
該專案目前由奧斯卡電影博物館館長凱瑞·布魯格（Kerry Brougher），和擔任博物館董事會主席的NBC環球公司副主席羅恩·邁耶（Ron Meyer）共同領導。

## 設計
建築師倫佐·皮亞諾在300,000平方英尺的園區內設計了兩座建築：薩班大樓和球體建築；球體建築里設有大衛格芬劇院（David Geffen Theater）和杜比天臺（Dolby Terrace）。在杜比天臺上將可以看到好萊塢標誌。
總建築空間將包括50,000平方英尺的展廳，兩個劇院，一個戶外廣場，一個屋頂天臺，和一個互動教學工作室。

## 電影院

### 大衛格芬劇院
大衛格芬劇院位於博物館球體建築，象徵著藝術與技術之間的關係。劇院將大衛格芬劇院內舉辦介紹電影製作藝術的講座，知名導演的電影首映式，以及一些特殊藝術活動。

### 泰德曼劇院
泰德曼（Ted Mann）劇院擁有288個座位，是一個小型劇院，將為來賓提供特別活動與展映。

## 收藏
自20世紀30年代以來，奧斯卡學院一直在收集與電影有關的資料，現在被認為是世界上最重要的電影史館藏機構。該學院目前已永久收藏超過1200萬多張照片，190,000個影像資料，80,000個劇本，61,000張海報和104,000多件電影美術作品。
博物館藏品中的一些重要展品包括：
- 電影《綠野仙蹤》（The Wizard of Oz）的桃樂西（Dorothy）紅寶石拖鞋（1939年）
- 電影《小上校》（The Little Colonel）秀麗·鄧波爾（Shirley Temple）的踢踏舞鞋（1935）
- 亞佛烈德·希區柯克（Alfred Hitchcock）用於《驚魂記》編劇的打字機（1960）
- 電影《大白鯊》唯一倖存的鯊魚模具（1975）
- 電影《十誡》中的石碑（1956）
- 電影《 2001：太空漫遊》Aries 1B太空飛船模型（1968）

## 理事會
理事會成立於2017年12月，是博物館的主要管理機構，負責監督博物館的整體戰略決策。理事會由12名電影業專業人士組成，成員包括：
- NBCUniversal副主席羅恩·邁耶（Ron Meyer）
- 電影藝術與科學學院院長約翰·貝利（John Bailey）
- Blumhouse 製片公司創始人傑森·布魯姆（Jason Blum）
- 派拉蒙影業董事長兼首席執行官（Jim Gianopulos）
- 五次獲得奧斯卡提名演員湯姆·漢克斯（Tom Hanks）
- 電影藝術與科學學院首席執行官多恩·哈德森（Dawn Hudson）
- Lucas電影公司總裁凱薩琳·甘迺迪（Kathleen Kennedy）
- Cinepolis首席執行官亞歷杭德羅·拉米雷斯·馬加尼亞（Alejandro Ramirez Magaña）
- Netflix 公司 泰德·薩蘭多斯（Ted Sarandos）
- K Period Media創始人金·伯利·斯圖爾德（Kimberly Steward）
- 世界知名時裝設計師（Dianevon Fürstenberg）
- 杜比實驗室總裁兼首席執行官凱文·耶曼（Kevin Yeaman）

## 外部連結
- Academy Museum of Motion Pictures官網 （页面存档备份，存于）
- Oscars官網（页面存档备份，存于）